# Àguila bicèfala

Àguila bicèfala

L'àguila bicèfala és un símbol present en la iconografia i l'heràldica de diverses cultures indoeuropees i americanes. A Europa, procedeix de l'àguila bicèfala hitita, que arriba fins a l'edat mitjana occidental a través de l'Imperi Romà d'Orient.
La dinastia bizantina Paleòleg, que va regnar a Constantinoble entre els segles XIII i XV, tenia per lema familiar: «Basileus Basileon, Basileuon Basileuonton» («Rei de reis, que regna sobre els quals regnen») i utilitzava un escut d'armes a la manera occidental; lluïen una àguila bicèfala de sable amb les ales esteses sobre camper d'or. Se li atribuïa un sentit de superioritat i d'integració de les dues herències d'Orient i d'Occident, com a successors de l'Imperi Romà.

Escut petit dels tsars de Rússia

La imatge de l'àguila bicèfala va aparèixer a Rússia al segle xv. Una neboda de l'últim emperador romà d'Orient, Constantí XI Paleòleg, Sofia Paleòloga, va casar-se amb el tsar rus Ivan III. Aquell matrimoni reial va atorgar a Ivan el dret d'usar juntament amb l'antic escut propi, que era un genet, la imatge de l'àguila bicèfala, que eren les armes representatives de la dinastia dels Paleòleg. L'escut dels tsars va patir diverses transformacions i addicions fins que, el 1917, la Revolució va substituir l'escut imperial pel de la falç i el martell, que va persistir fins al 1992. L'agost d'aquell any l'àguila bicèfala va renéixer per continuar sent l'escut de la Federació Russa, juntament amb la bandera també tsarista: blanca, vermella i blava.

Representació actual de l'emblema heràldic de l'emperador Carles V

Al segle xvi, a l'Europa centreoccidental, l'àguila bicèfala era la marca heràldica més potent, ja que simbolitzava la unió de la dignitat imperial del Sacre Imperi Romanogermànic (l'imperi dels Habsburg) amb la Monarquia hispànica, que incloïa les colònies castellanes en terres americanes i asiàtiques. L'àguila bicèfala serà l'emblema dels Habsburg a Madrid i a Viena. A Madrid, l'últim Habsburg va ser el rei Carles II, que va morir l'1 de novembre del 1700. A Viena, va continuar vigent l'àguila imperial fins al tractat de Saint Germain (1919), en què s'instaura la República austríaca, i acaba amb la monarquia austrohongaresa, quan l'últim emperador, Carles I d'Àustria i IV d'Hongria, renúncia a la direcció de l'Estat, però va continuar com a cap de la seva dinastia.
L'àguila bicèfala és present en l'antic escut d'Armènia, per derivació de l'emblema rus; igualment és l'emblema del Regne de Sèrbia des de l'edat mitjana per influència del símbol bizantí, i també a Montenegro i Albània. No s'ha de confondre amb l'àguila de Sant Joan.
L'àguila bicèfala és així mateix l'emblema del Grau 33 º del Ritu Escocès Antic i Acceptat en la francmaçoneria. El simbolisme de l'àguila bicèfala indica que un dels caps mira envers l'infinit del passat, i l'altre envers l'infinit del futur, cosa que mostra que aquest és tot just una fina línia de contacte entre dues eternitats. L'àguila de dos caps simbolitza per a l'orde la saviesa; un dels caps representa el progrés, i l'altre l'ordre.

## Escuts

Escut de Bizanci (Dinastia dels Paleòlegs)
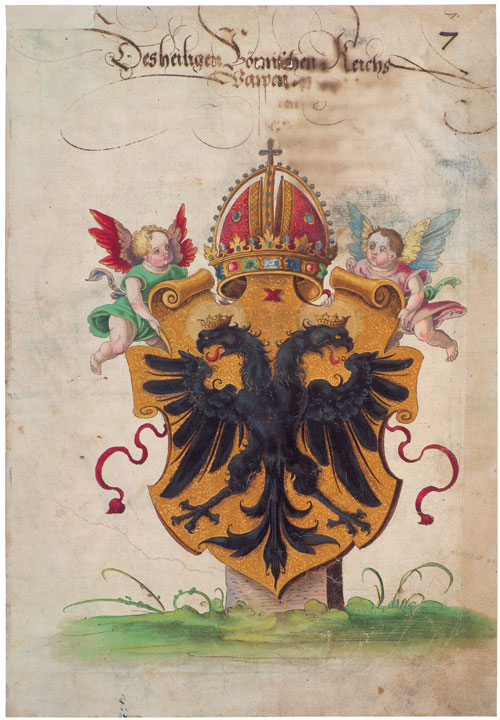
Escut del Sacre Imperi Romanogermànic (Sense les armories dinàstiques de cada emperador)
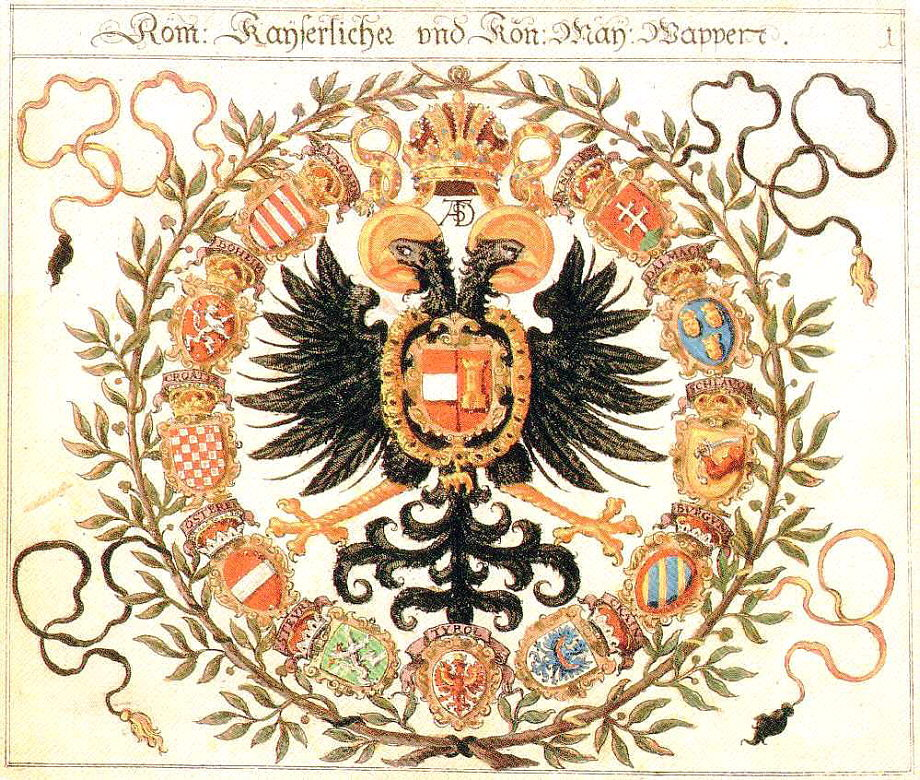
Representació coetània de l'escut imperial de Carles V (Albrecht Dürer)
Escut de l'Imperi Austrohongarès (versió de 1867)
Escut de la República Austríaca (1934-1938)
Escut actual de Rússia
Escut petit de Sèrbia
Escut de Montenegro
Escut d'Albània
Escut d'Altea
Escut de la Bisbal de Montsant
Escut de Ferran Cortès
Escut del Comte de Pallars (Sort)
Escut de Toledo
Escut d'Arnhem
Escut de Groningen
Escut de Nimega
Escut de Duisburg
Escut d'Essen
Escut de Lübeck
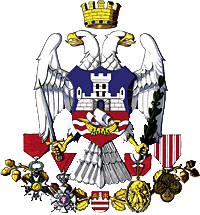
Escut grand de Belgrad